# 永垣陵
永垣陵，又作永恒陵，中国十六国前赵皇帝刘曜父亲的陵墓。
永垣陵位于陕西省白水县林皋乡赵家尧村东1公里处，墓葬封土边沿东、西外延40米，南、北外延60米。建设控制地带为东、西外延90米，南、北外延140米。墓主不详，可能是刘曜亲生父亲赵宣成帝，或养父汉皇帝刘渊、岳父羊玄之。2003年9月24日登录为第四批陕西省文物保护单位。2013年，成为全国重点文物保护单位。